# Kevin Prufer
Kevin Prufer (* 22. Oktober 1969 in Cleveland, Ohio) ist ein US-amerikanischer Dichter, Herausgeber und Essayist.

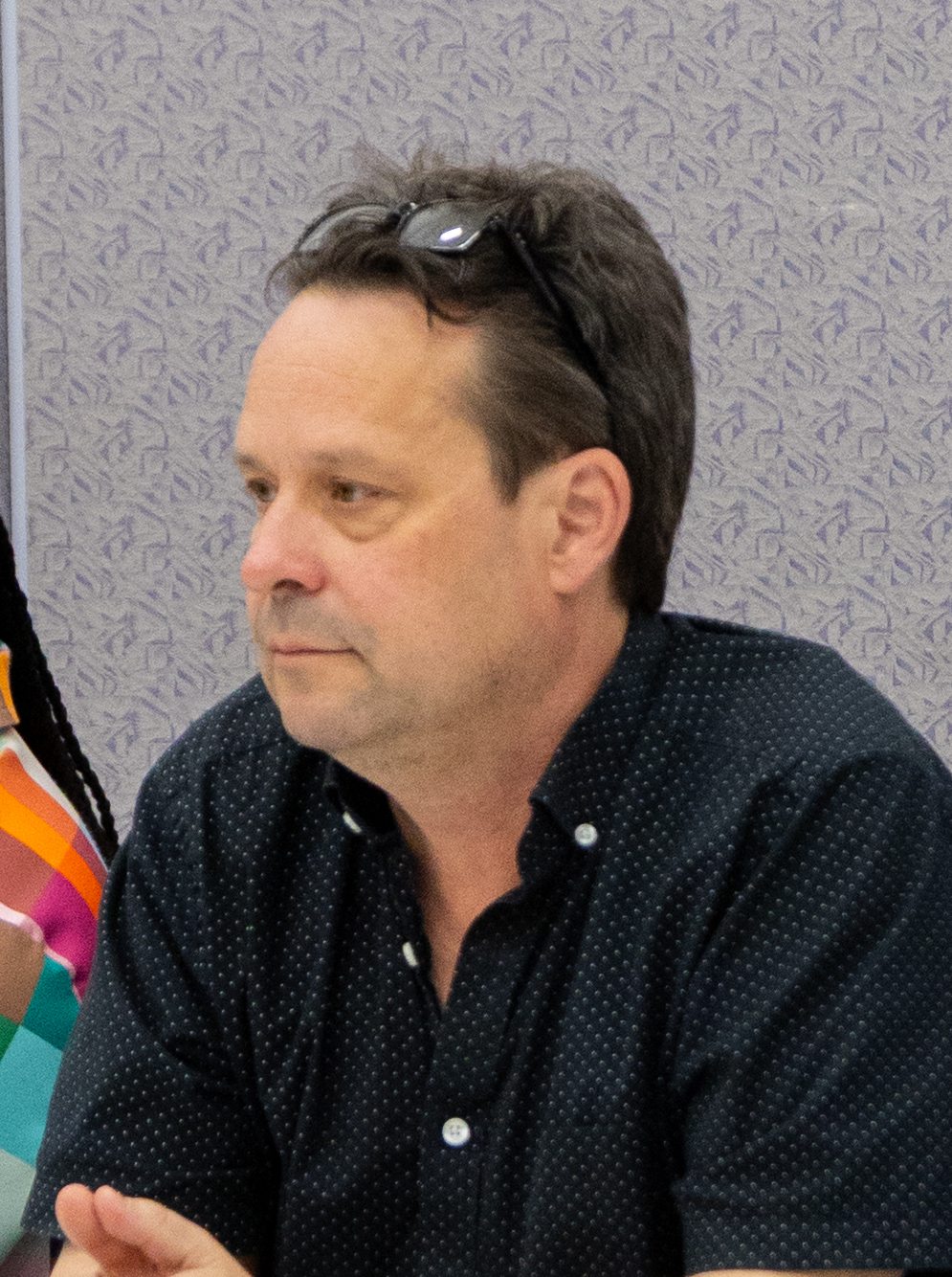
Prufer 2025

## Leben
Prufer schloss seine Studien mit einem B.A. an der Wesleyan University und dem M.A. an der Hollins University ab. Danach ging er an die Washington University in St. Louis, Missouri und erlangte dort den M.F.A.
Heute (2011) ist Prufer Professor für die englische Sprache an der University of Houston und Herausgeber der Literaturzeitschrift Pleiades: A Journal of New Writing.
Für sein Werk wurde er mit Preisen und einem Stipendium des National Endowment for the Arts in der Sparte Literatur ausgezeichnet:
- 2002: Pushcart Prize

Prufer lebt in Houston, Texas zusammen mit der Künstlerin und Kritikerin Mary Hallab.

## Veröffentlichungen
- In A Beautiful Country, Four Way Books, 2011
  - Wir wollten Amerika finden, Gedichte, übersetzt von Susanna Mewe, Norbert Lange, luxbooks, Wiesbaden 2011, ISBN 978-3-939557-46-3[1]
- Cocktail: ausgewählte Gedichte, luxbooks, Wiesbaden 2008, ISBN 978-3-939557-36-4
- National Anthem, Four Way Books, 2008
- Fallen from a Chariot, Carnegie Mellon University Press, 2005
- The Finger Bone, Carnegie Mellon University Press, 2002
- Strange Wood, Louisiana State University Press, 1998